# Тідесронцан

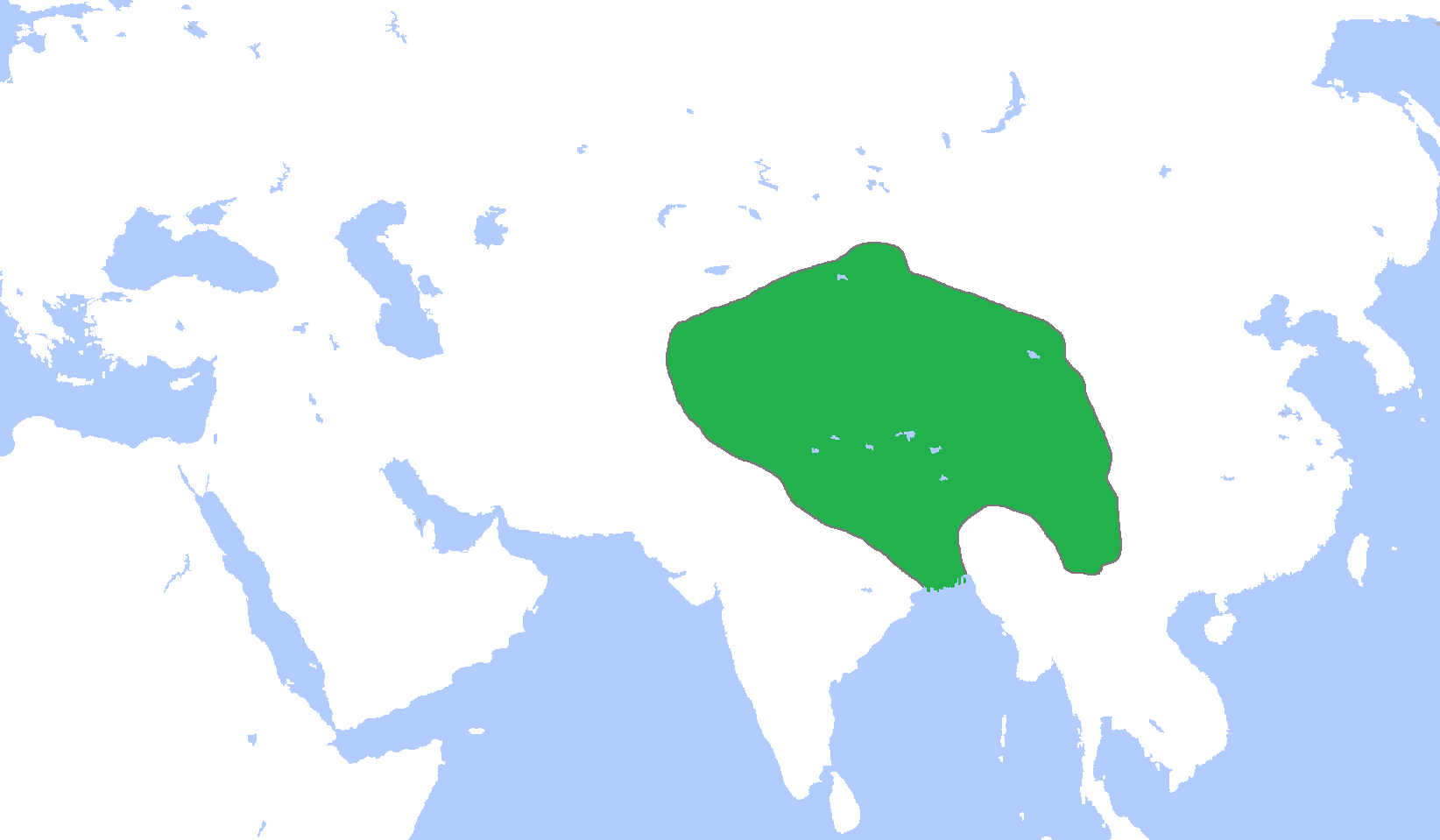
Тибет за імператора Тідесронцан

Тідесронцан (мав імена Садналег та Денті 762-817) — 8-й імператор (цемпо) Тибету. Здебільшого політика Тідесронцана була спрямована на накопичення економічної та політичної потуги, закріплення існуючих кордонів та сфер впливу Тибецької імперії.

## Життєпис
Походив з Ярлугської династії. Син Тисрондецана. Правив після загибелі брата Мутігцанбо. За часів цього імператора стихають релігійні чвари, розбрат всередині країни. Прихильники буддизму при підтримці влади зуміли суттєво зміцнити свої позиції. Встановилися мирні стосунски із імперією Тан. 
Триває з перервами війна з імперією Тан і державою Наньчжао. 808 року уйгури захопили Ланьчжоу. Бої у  вигляді рейдів тривали декілька років. 813 року тибетське військо перейшло у наступ, підійшовши до уйгурської столиці Хара-Балгас.  Зрештою вдалося відновити колишні кордони. Саме в часи панування Тідесронцана  в офіційних документах з'являється термін «Великий Тибет» (Бод ченпо).
Тідесронцана поховано у монастирі Прулнан, гробниці Джалченвансо.

## Родина
1. Дружина Лхаце
2. Дружина Думчан
Діти:
- Цанма, став буддійським монахом
- Ралпачан
- Дарма

3. Дружина (ім'я невідоме)
Діти:
- Лендже
- Лхундуб